# Unione Sportiva Avellino 1952-1953
Questa voce raccoglie le informazioni riguardanti l'Unione Sportiva Avellino nelle competizioni ufficiali della stagione 1952-1953.

## Stagione

### Formazioni spareggio qualificazione
| Avellino     |  |                  |  |
|              |  |                  |  |
| POR          |  | Bertocchi        |  |
| DIF          |  | Grappone         |  |
| DIF          |  | Tofani           |  |
| DIF          |  | Milani           |  |
| DIF          |  | Flegar           |  |
| CEN          |  | Agosto (cap.)    |  |
| CEN          |  | Colombo          |  |
| CEN          |  | Varutto          |  |
| ATT          |  | Barbieri         |  |
| ATT          |  | Lo Vecchio Musti |  |
| ATT          |  | Bertolini        |  |
| Allenatore:  |  |                  |  |
| Lajos Kovacs |  |                  |  |

| BPD Colleferro |  |           |  |  |
|                |  |           |  |  |
| POR            |  | Filippi   |  |  |
| DIF            |  | Ghio      |  |  |
| DIF            |  | Ferioli   |  |  |
| DIF            |  | Guasco    |  |  |
| CEN            |  | Consonni  |  |  |
| CEN            |  | Siciliani |  |  |
| CEN            |  | Biglino   |  |  |
| CEN            |  | Bozzato   |  |  |
| ATT            |  | D'Angelo  |  |  |
| ATT            |  | Lini      |  |  |
| ATT            |  | Chiaretti |  |  |
| Allenatore:    |  |           |  |  |
| Vianello       |  |           |  |  |

## Rosa
| N. |                   | Ruolo | Calciatore              |
| -- | ----------------- | ----- | ----------------------- |
|    | Italia (bandiera) | P     | Bertocchi               |
|    | Italia (bandiera) | P     | Riccini                 |
|    | Italia (bandiera) | P     | Tramontano              |
|    | Italia (bandiera) | D     | Giovannini              |
|    | Italia (bandiera) | D     | Elio Grappone           |
|    | Italia (bandiera) | D     | Milani                  |
|    | Italia (bandiera) | D     | Pucci                   |
|    | Italia (bandiera) | D     | Tofani                  |
|    | Italia (bandiera) | C     | Armo Agosto (capitano)  |
|    | Italia (bandiera) | C     | Giovanni Chiricallo     |
|    | Italia (bandiera) | C     | Colombo                 |
|    | Italia (bandiera) | C     | Flegar                  |
|    | Italia (bandiera) | C     | Angelo Lo Vecchio Musti |

| N. |                   | Ruolo | Calciatore       |
| -- | ----------------- | ----- | ---------------- |
|    | Italia (bandiera) | C     | Lucchesi         |
|    | Italia (bandiera) | C     | Poli             |
|    | Italia (bandiera) | A     | Aliprandi        |
|    | Italia (bandiera) | A     | Barbieri         |
|    | Italia (bandiera) | A     | Renato Bertolini |
|    | Italia (bandiera) | A     | Renosto          |
|    | Italia (bandiera) | A     | Vincenzo Assanti |
|    | Italia (bandiera) | A     | Triburzio        |
|    | Italia (bandiera) | A     | Valiani          |
|    | Italia (bandiera) | A     | Varutto          |
|    | Italia (bandiera) |       | Bruno            |
|    | Italia (bandiera) |       | Pace             |
|    | Italia (bandiera) |       | Picchi           |

## Risultati

### Spareggio qualificazione
| Arbitro: | Bonetto (Torino) |

|                                   |           |  |
| Lo Vecchio Musti 51’ Barbieri 88’ | Marcatori |  |